# Mikola Kuliş
Mikola Gurović Kuliş (em ucraniano: Микола Гурович Куліш; 19 de dezembro de 1892 - 3 de novembro de 1937) foi um prosador, dramaturgo e pedagogo ucraniano, mais conhecido por ser um dos principais escritores do movimento renascentista e ter feito parte da associação literária VAPLITE.